# 王煥 (隆慶進士)
王煥（1533年—？），字奎章，號鍾白、又号午槐，湖廣武昌府咸寧縣人，軍籍，明朝政治人物。

## 生平
嘉靖四十年（1561年）辛酉科湖廣鄉試第二十五名舉人，隆慶五年（1571年）中式辛未科會試第八十五名，三甲第二百九十六名進士。吏部觀政，授嘉定縣知縣，調永豐縣知縣，萬曆元年（1573年）調高安縣知縣，五年（1577年）升工部主事，管理閘河，八年（1580年）引疾致仕歸里，卒於家。

## 家族
曾祖王勝鑑；祖父王祺，府同知；父王獻箴，判官。母余氏。具慶下。弟王爚、王煉、王燦。